# Alsónyék
Alsónyék is een plaats (község) en gemeente in het Hongaarse comitaat Tolna. Alsónyék telt 821 inwoners (2001).